# Nicolae Tonitza
Nicolae Tonitza (Bârlad, 13 de abril de 1886 - Bucareste, 26 de fevereiro de 1940) foi um pintor e gravador romeno, considerado um dos maiores artistas de seu país.

## Trabalhos

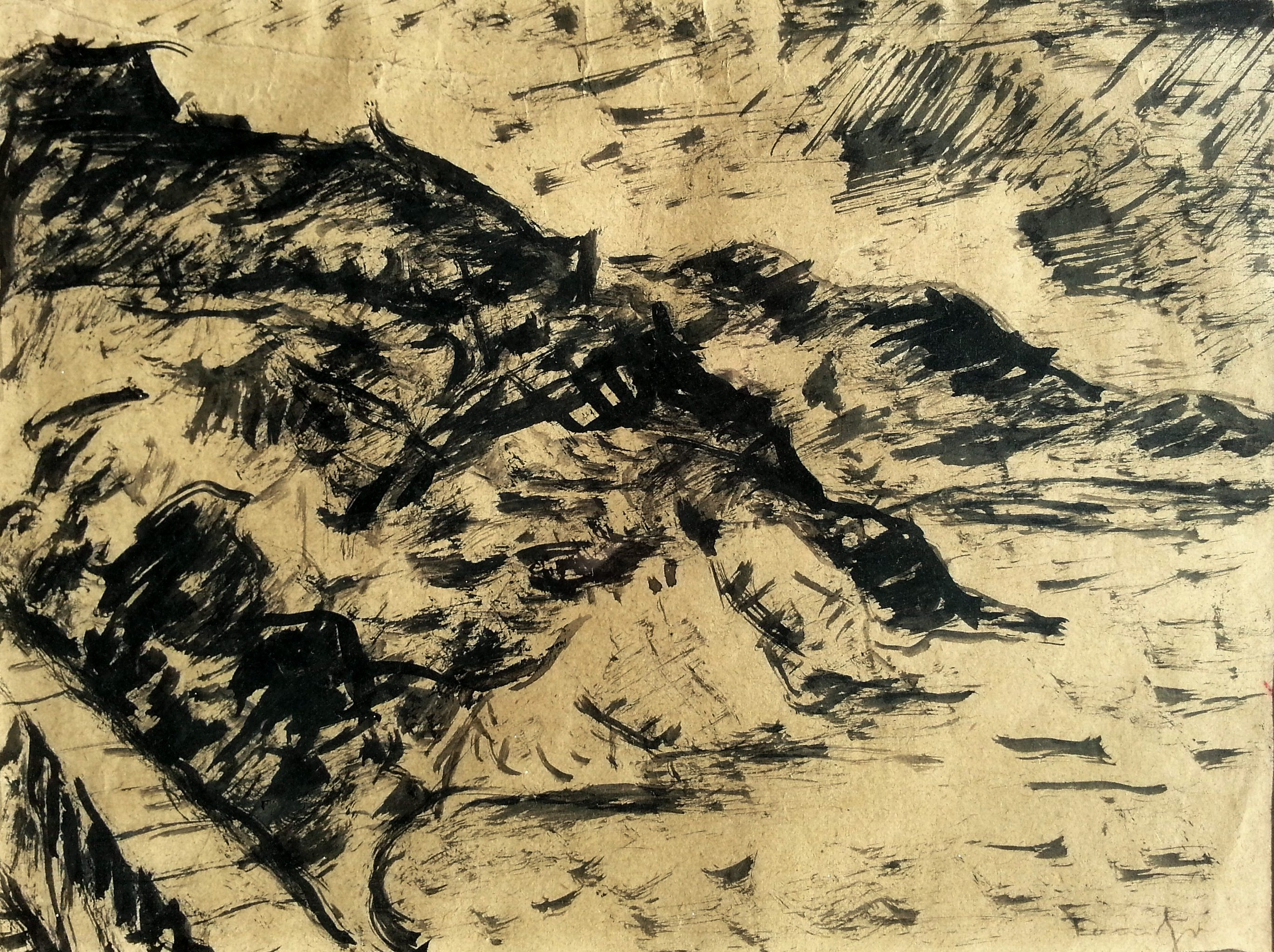
Beira mar
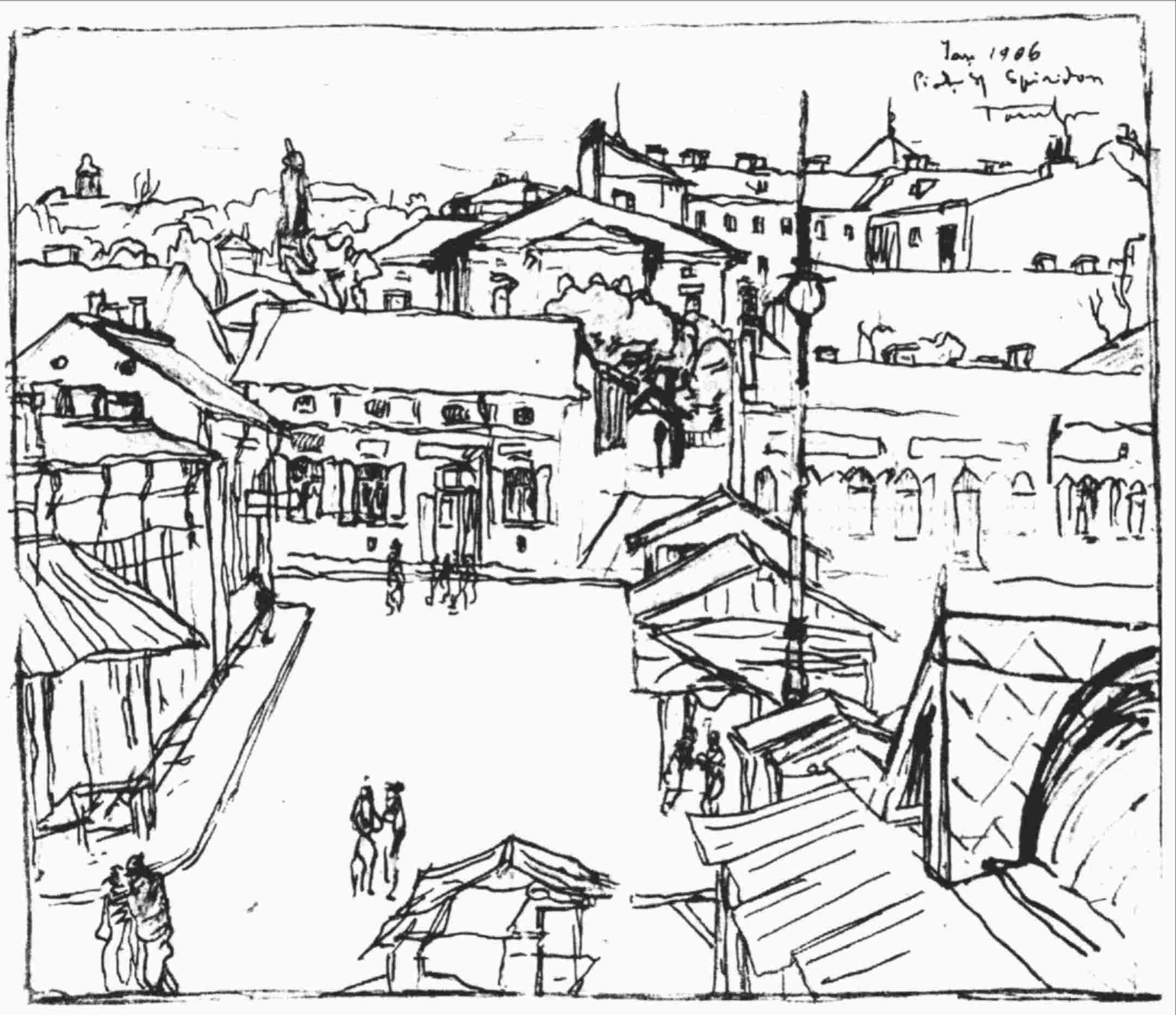
Sf. Spiridon Square em Iaşi (1906)
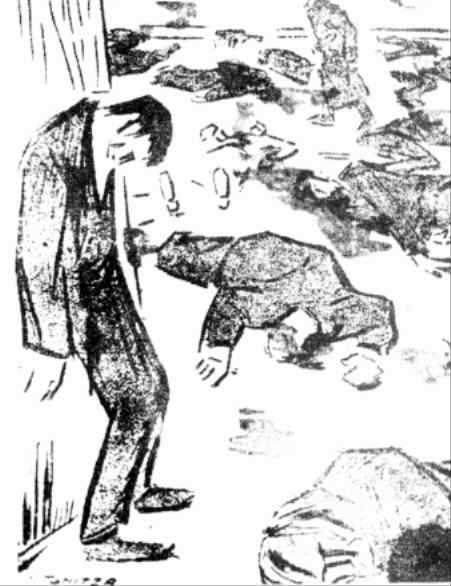
1919 gravura
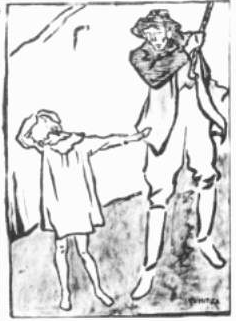
1920 gravura
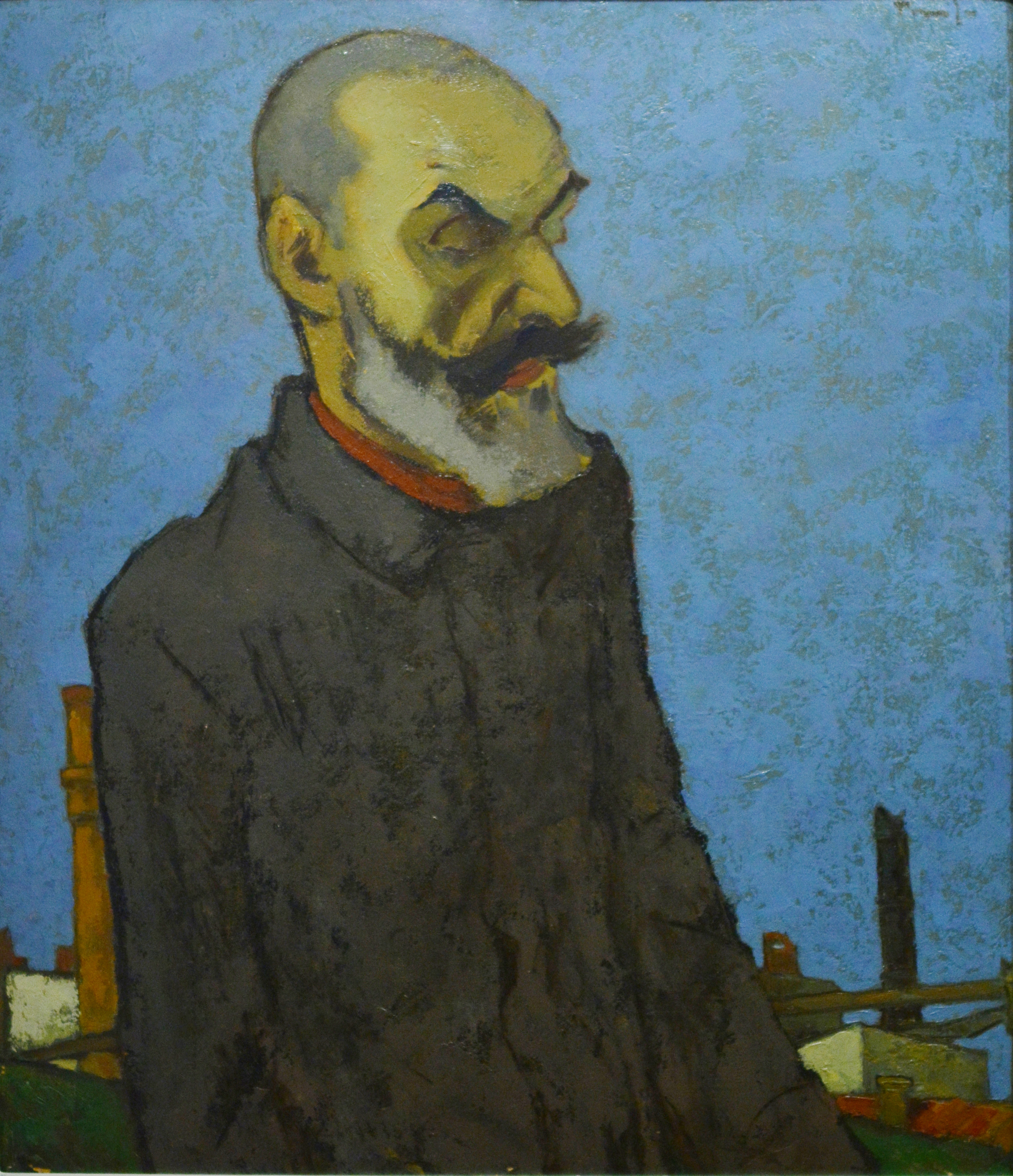
O homem de um novo mundo,  Gala Galaction (1920)
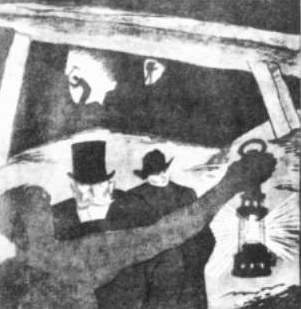
1922 gravura
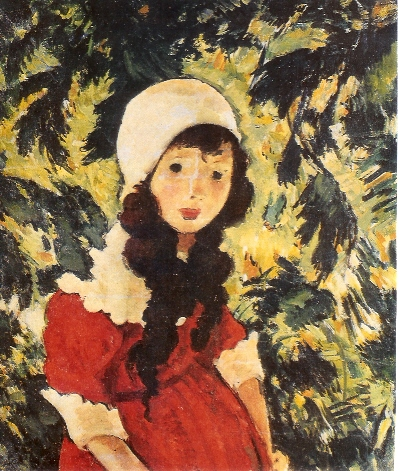
The Forester's Daughter (1924)
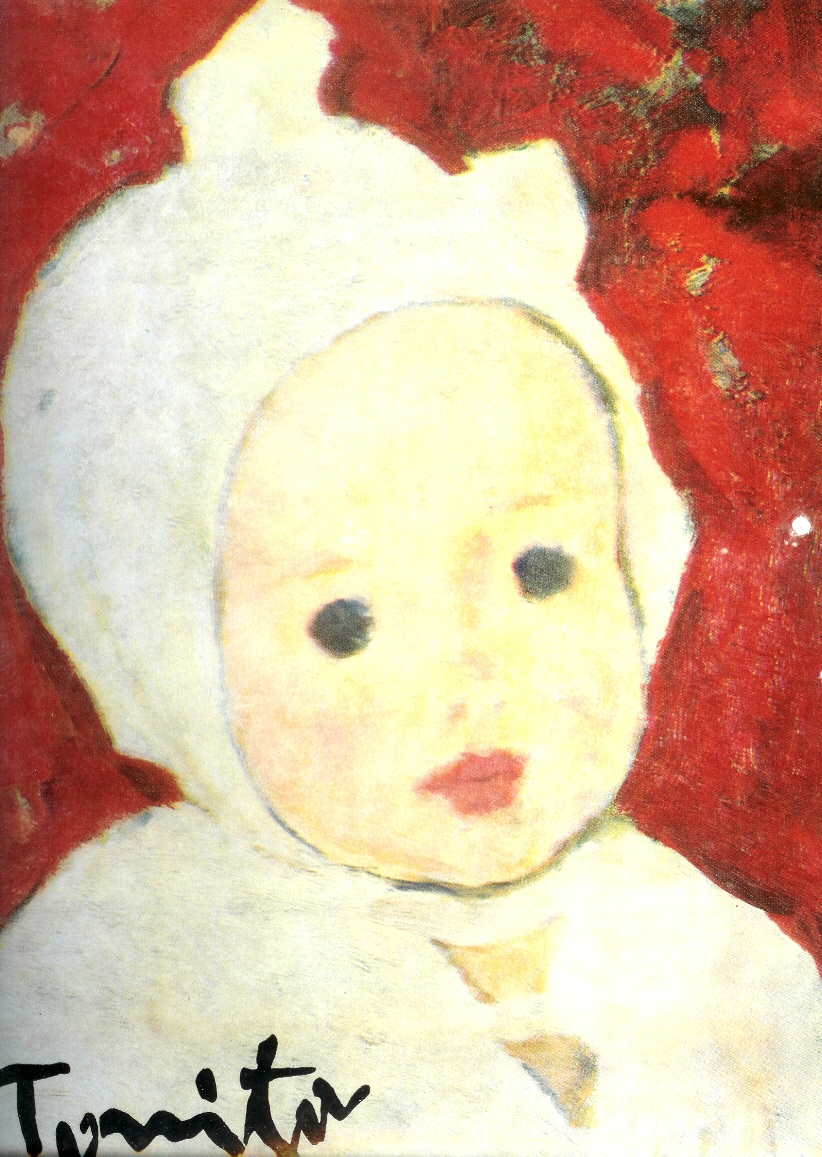
Retrato de uma criança (1926)
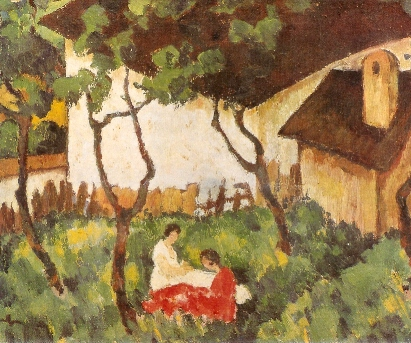
Jardim em Văleni (1926)
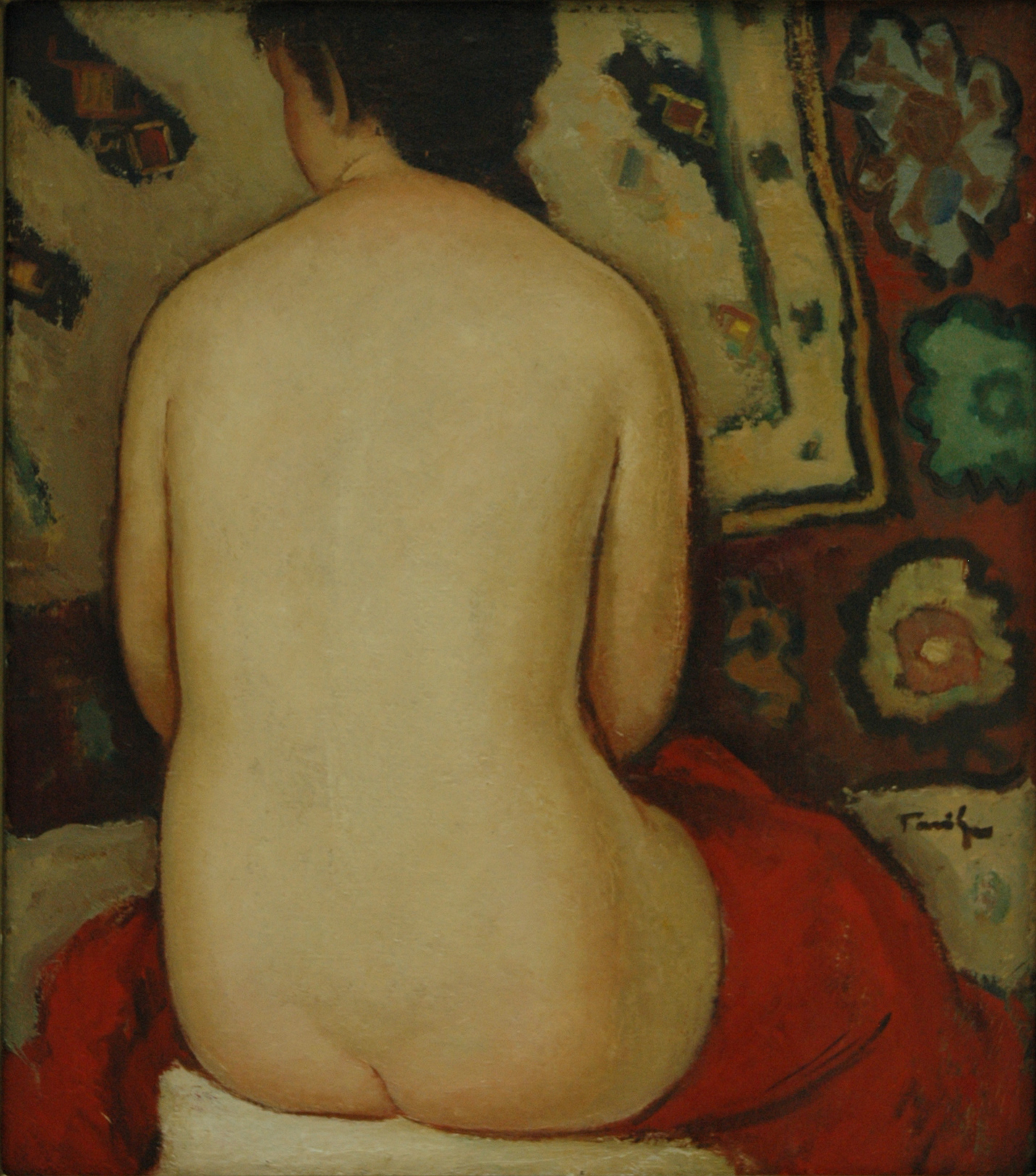
Nú (1927)
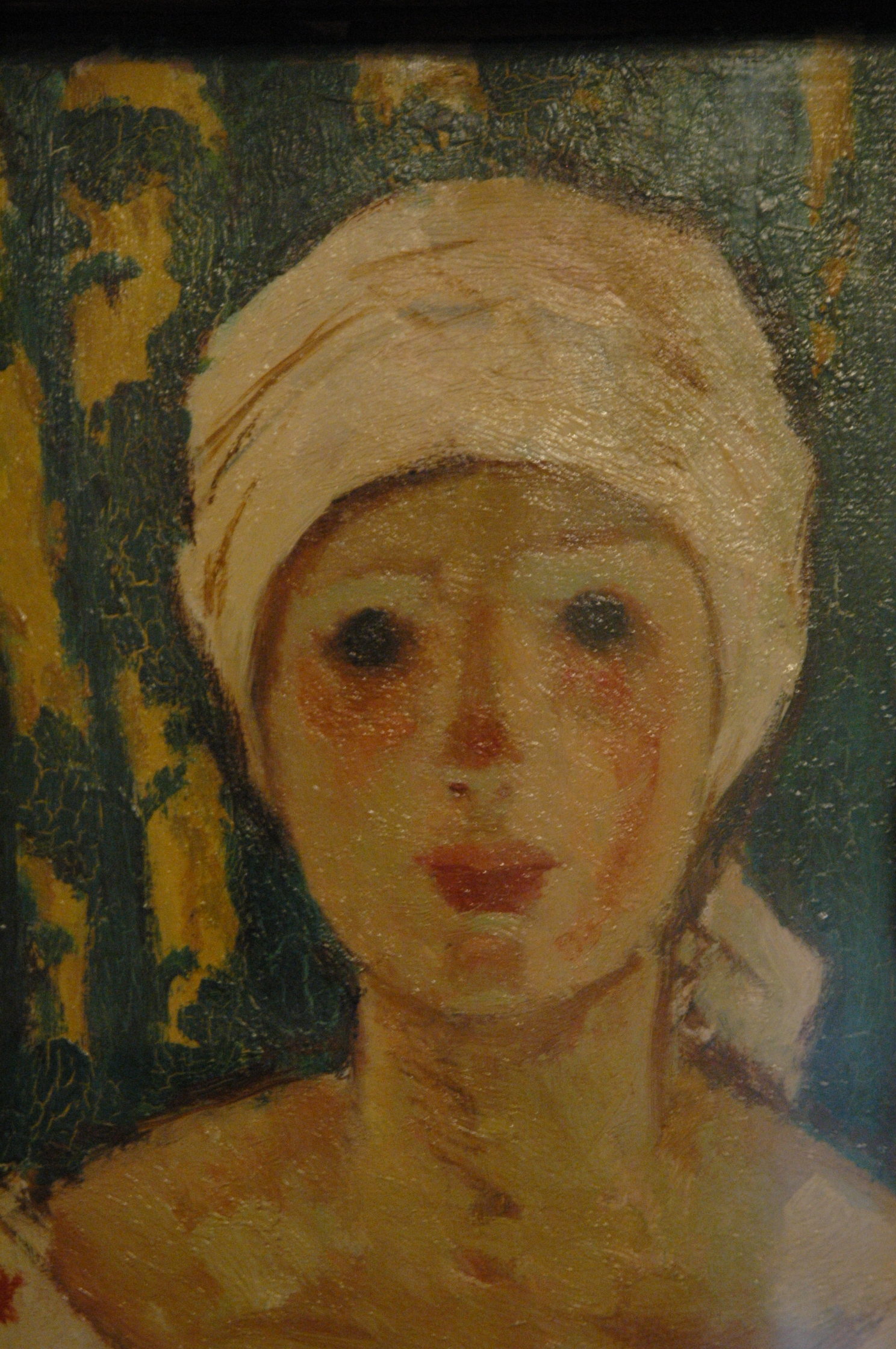
Retrato de uma menina (19xx)